# PRSS38
PRSS38 (англ. Protease, serine 38) – білок, який кодується однойменним геном, розташованим у людей на 1-й хромосомі. Довжина поліпептидного ланцюга білка становить 326 амінокислот, а молекулярна маса — 35 356.
| 10         |  | 20         |  | 30         |  | 40         |  | 50         |
| ---------- |  | ---------- |  | ---------- |  | ---------- |  | ---------- |
| MAAPASVMGP |  | LGPSALGLLL |  | LLLVVAPPRV |  | AALVHRQPEN |  | QGISLTGSVA |
| CGRPSMEGKI |  | LGGVPAPERK |  | WPWQVSVHYA |  | GLHVCGGSIL |  | NEYWVLSAAH |
| CFHRDKNIKI |  | YDMYVGLVNL |  | RVAGNHTQWY |  | EVNRVILHPT |  | YEMYHPIGGD |
| VALVQLKTRI |  | VFSESVLPVC |  | LATPEVNLTS |  | ANCWATGWGL |  | VSKQGETSDE |
| LQEMQLPLIL |  | EPWCHLLYGH |  | MSYIMPDMLC |  | AGDILNAKTV |  | CEGDSGGPLV |
| CEFNRSWLQI |  | GIVSWGRGCS |  | NPLYPGVYAS |  | VSYFSKWICD |  | NIEITPTPAQ |
| PAPALSPALG |  | PTLSVLMAML |  | AGWSVL     |  |            |  |            |

A: Аланін

C: Цистеїн

D: Аспарагінова кислота

E: Глутамінова кислота

F: Фенілаланін

G: Гліцин

H: Гістидин

I: Ізолейцин

K: Лізин

L: Лейцин

M: Метіонін

N: Аспарагін

P: Пролін

Q: Глутамін

R: Аргінін

S: Серин

T: Треонін

V: Валін

W: Триптофан

Кодований геном білок за функціями належить до гідролаз, протеаз, серинових протеаз. 
Секретований назовні.